# Гексаиодоиридат(III) калия
Гексаиодоиридат(III) калия — неорганическое соединение,
комплексная соль иридия, калия и иодистоводородной кислоты
с формулой K3[IrI6],
зелёные кристаллы,
растворяется в воде.

## Получение
- Реакция иодидов калия и иридия:

{\displaystyle {\mathsf {3KI+IrI_{3}\ {\xrightarrow {}}\ K_{3}[IrI_{6}]}}}

## Физические свойства
Гексаиодоиридат(III) калия образует зелёные кристаллы.
Хорошо растворяется в воде, не растворяется в этаноле.